# 阿尔丹氏
阿尔丹氏，达斡尔族姓氏，也作阿勒丹，《黑龙江志稿》有收录，后可能改为了“阿”、“安”、“金”等单姓，其中“阿”和“安”是取首个音节，而“金”是取其含义。

## 源流
据《黑龙江志稿·氏族志》记载，阿尔丹部世居阿尔丹河流域，以地名为氏，宋元时期在蒙古金帐汗国的压迫下逐渐退居今蒙古国北部的阿勒坦布拉格一带，后被沙皇俄国所迫迁移至黑龙江。

## 备注
1. ↑  今属俄罗斯联邦